# NGC 2258
NGC 2258 é uma galáxia lenticular (S0) localizada na direcção da constelação de Camelopardalis. Possui uma declinação de +74° 28' 53" e uma ascensão recta de 6 horas, 47 minutos e 46,5 segundos.
A galáxia NGC 2258 foi descoberta em 1 de Agosto de 1883 por Ernst Wilhelm Leberecht Tempel.